# Suluzee

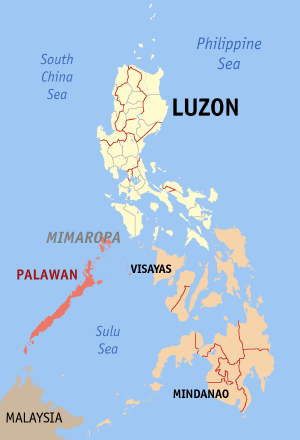
De Suluzee (Sulu Sea) in de Filipijnen

De Suluzee is een zee in het zuidwesten van de Filipijnen. De Suluzee is gescheiden van de Zuid-Chinese Zee door Palawan, en van de Celebeszee in het zuidoosten door de Sulu-eilanden. Borneo vormt de zuidwestelijke begrenzing en de Visayas de noordoostelijke begrenzing.
In de Suluzee liggen diverse eilanden. De grootste daarvan is Cagayan Sulu. Tevens ligt hier het Tubbataha Reef National Marine Park dat op de lijst van werelderfgoed staat.